# Kina papuana
La kina (codice ISO 4217: PGK) è la valuta di Papua Nuova Guinea. La moneta è suddivisa in 100 toea. La kina è stata introdotta il 19 aprile 1975, sostituendo il dollaro australiano alla pari. Il nome viene dalla conchiglia kina, che tradizionalmente è stata usata come moneta nella regione papuana del paese.

## Monete
Nel 1975 furono introdotte monete da 1, 2, 5, 10 e 20 toea e da 1 kina. Le monete da 1 e 2 toea furono coniate in bronzo e le altre in cupro-nichel. La moneta da 1 kina è circolare e forata al centro; questo pezzo fu ridotto di dimensioni nel 2006 assieme al ritiro dei pezzi da 1 e 2 toea che dal 19 aprile 2007 non hanno più corso legale.
Nel 1980 è stata introdotta la moneta da 50 che è stata coniata solo per tre emissioni commemorative e senza un disegno standard.

## Banconote
Il 19 aprile 1975 furono introdotte banconote da 2, 5 e 10 kina che sostituirono il dollaro australiano alla pari, con lo stesso schema di colori. Hanno circolato insieme al dollaro fino al 1º gennaio 1976 quando il dollaro cessò di avere corso legale. La banconota da 20 kina è stata introdotta nel 1977, quella da 50 kina nel 1990, e quella da 100 kina nel 2005. Tutte le colorazioni delle singole banconote sono simili alle corrispondenti banconote australiane. Dal 1991 quasi tutte le banconote di Papua Nuova Guinea, eccetto quella da 5 kina, sono prodotte su polimeri anziché su carta.